# Abaria electa
Abaria electa är en nattsländeart som beskrevs av G. Marlier 1960. Abaria electa ingår i släktet Abaria och familjen Xiphocentronidae. Inga underarter finns listade i Catalogue of Life.